# (6209) Schwaben
(6209) Schwaben (1990 TF4) – planetoida z pasa głównego asteroid okrążająca Słońce w ciągu 3,74 lat w średniej odległości 2,41 j.a. Odkryta 12 października 1990 roku.